# 希爾斯伯勒 (愛荷華州)
希爾斯伯勒（英語：Hillsboro）是一個位於美國愛荷華州亨利縣的城市。

## 地理
希爾斯伯勒的座標為40°50′11″N 91°42′49″W / 40.83639°N 91.71361°W，而該地的平均海拔高度為223米（即732英尺）。

## 人口
根據2010年美國人口普查的數據，希爾斯伯勒的面積為1.32平方千米，當中陸地面積為1.32平方千米，而水域面積為0.00平方千米。當地共有人口180人，而人口密度為每平方千米136人。